# Bragasellus pauloae
Bragasellus pauloae is een pissebed uit de familie Asellidae. De wetenschappelijke naam van de soort is voor het eerst geldig gepubliceerd in 1958 door Braga.